# Konstantínos Mános (1869-1913)
Pour les articles homonymes, voir Famille Manos et Manos.

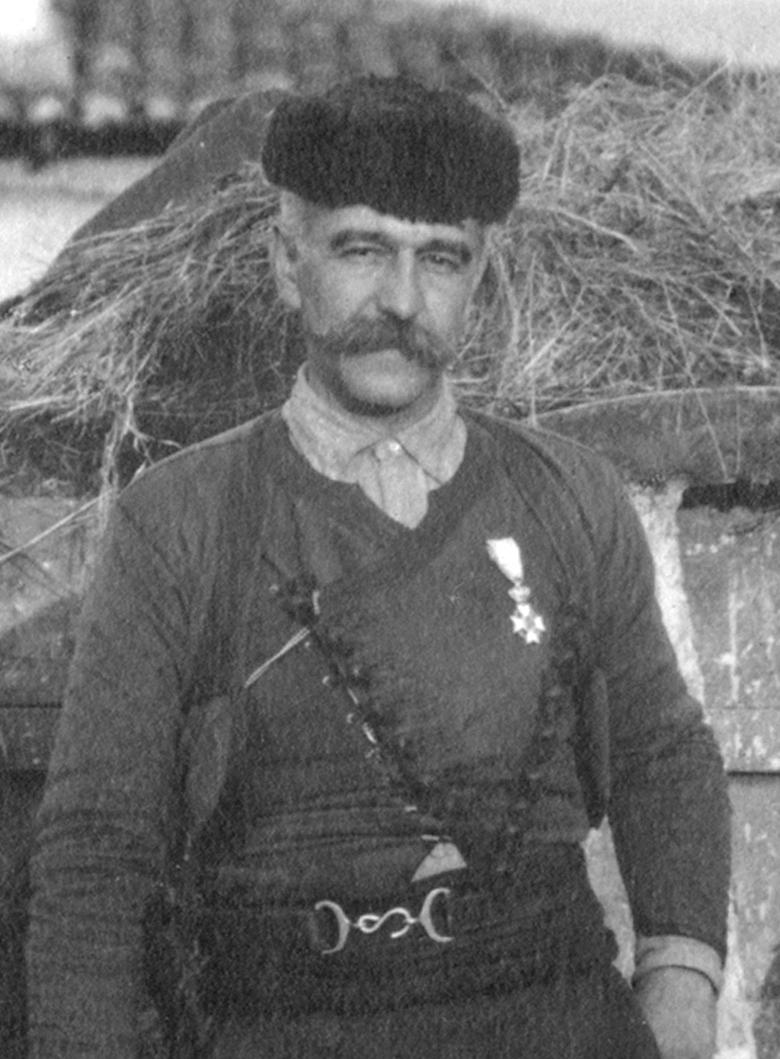
Konstantínos Mános en front de la guerre Épire en décembre 1912.

Konstantínos Mános (en grec : Κωνσταντίνος Μάνος ; Athènes, 9 septembre 1869 - Langadás, 4 avril 1913) fut un poète nationaliste, un sportif et un homme politique grec.

## Biographie
Né en 1869, il fit partie des organisateurs des Jeux olympiques d'été de 1896 en tant que chef des « stadiers ». Il mena le défilé des vainqueurs, devant Spyrídon Loúis lors de la cérémonie de clôture.
Il fut ensuite élu député. Il combattit en Crète où il participa à la révolte de Therissos et durant les guerres balkaniques. Il décéda lors d'un accident d'avion le 4 mars 1913 (julien), alors qu'il effectuait un vol de reconnaissance au-dessus de la région de Thessalonique au cours de la Première Guerre balkanique. Le lieutenant Emmanuel Argyropoulos qui l'accompagnait et lui devinrent les deux premiers aviateurs grecs de l'histoire à mourir en avion,.
Fils du général Thrasývoulos Mános (Phanar ou Nauplie, 16 novembre 1835 - Athènes, 1922) et de son épouse (Phanar, septembre 1868) Roxane Mavromichalis (Athènes, 12 octobre 1848 - Athènes, 9 février 1905) et frère de Pétros Mános, il est l'oncle d'Aspasia Manos, princesse de Grèce et épouse du roi Alexandre Ier de Grèce. Il se maria en Athènes en 1899 avec Henriëtte Isabelle Merlin (11 octobre 1878 - 3 mars 1931), fille de Charles Prior Merlin (1850 - 1898) et de son épouse Irene Stournari (1850 - Argostoli, 9 février 1905), petite-fille paternelle de Charles Louis William Merlin (1821 - 1896, fils de François Nicolas Merlin et de son épouse Augusta Green) et de son épouse Isabella Green et petite-fille maternelle de Nikolaos Stournari (1806 . 1853), banquier, et de son épouse Henrietta Isabella Thurburn (1818 - 1895, fille de Robert Thurburn, consul britannique au Caire, et de son épouse Marizza Piozia, et ils furent les arrière-grands-parents d'Ileana Mános, « duchesse de Chartres » et belle-fille du prince Jacques d'Orléans.